# العلاقات الفلبينية الفيجية
العلاقات الفلبينية الفيجية هي العلاقات الثنائية التي تجمع بين الفلبين وفيجي.

## مقارنة بين البلدين
هذه مقارنة عامة ومرجعية للدولتين:
| وجه المقارنة                                              | الفلبين                       | فيجي                                                                 |
| --------------------------------------------------------- | ----------------------------- | -------------------------------------------------------------------- |
| المساحة (كم2)                                             | 343.45 ألف                    | 18.27 ألف                                                            |
| عدد السكان (نسمة)                                         | 104.92 مليون                  | 915.30 ألف                                                           |
| الكثافة السكانية (ن./كم²)                                 | 305.49                        | 50.1                                                                 |
| العاصمة                                                   | مانيلا                        | سوفا                                                                 |
| اللغة الرسمية                                             | اللغة الفلبينية، لغة إنجليزية | لغة إنجليزية، اللغة الفيجية، اللغة الفيجي الهندية، اللغة الهندستانية |
| العملة                                                    | بيسو فلبيني                   | دولار فيجي                                                           |
| الناتج المحلي الإجمالي (بليون دولار)                      | 313.60 مليار                  | 5.06 مليار                                                           |
| الناتج المحلي الإجمالي (تعادل القوة الشرائية) بليون دولار | 743.90 مليار                  | 8.32 مليار                                                           |
| الناتج المحلي الإجمالي الاسمي للفرد دولار أمريكي          | 2.90 ألف                      | 4.96 ألف                                                             |
| الناتج المحلي الإجمالي للفرد دولار أمريكي                 | 7.39 ألف                      | 8.79 ألف                                                             |
| مؤشر التنمية البشرية                                      | 0.668                         | 0.727                                                                |
| رمز المكالمات الدولي                                      | +63                           | +679                                                                 |
| رمز الإنترنت                                              | .ph                           | .fj                                                                  |
| المنطقة الزمنية                                           | توقيت الفلبين                 | ت ع م+12:00                                                          |

## منظمات دولية مشتركة
يشترك البلدان في عضوية مجموعة من المنظمات الدولية، منها:
| علم المنظمة | اسم المنظمة                               | تاريخ انضمام الفلبين | تاريخ انضمام فيجي |
| ----------- | ----------------------------------------- | -------------------- | ----------------- |
|             | المنظمة الهيدروغرافية الدولية             | ?                    | ?                 |
|             | الاتحاد البريدي العالمي                   | ?                    | ?                 |
|             | بنك التنمية الآسيوي                       | 1966                 | 1970              |
|             | يونسكو                                    | 21 نوفمبر 1946       | 14 يوليو 1983     |
|             | البنك الدولي للإنشاء والتعمير             | 27 ديسمبر 1945       | 28 مايو 1971      |
|             | منظمة التجارة العالمية                    | 1995                 | ?                 |
|             | وكالة ضمان الاستثمار متعدد الأطراف        | 8 فبراير 1994        | 24 سبتمبر 1990    |
|             | الاتحاد الدولي للاتصالات                  | 25 مايو 1912         | 5 مايو 1971       |
|             | منظمة الشرطة الجنائية الدولية             | ?                    | ?                 |
|             | مؤسسة التمويل الدولية                     | 12 أغسطس 1957        | 12 يوليو 1979     |
|             | الأمم المتحدة                             | 24 أكتوبر 1945       | 13 أكتوبر 1970    |
|             | مؤسسة التنمية الدولية                     | 28 أكتوبر 1960       | 29 سبتمبر 1972    |
|             | منظمة حظر الأسلحة الكيميائية              | ?                    | ?                 |
|             | المركز الدولي لتسوية المنازعات الاستشارية | 17 ديسمبر 1978       | 10 سبتمبر 1977    |

## وصلات خارجية
- موقع وزارة الخارجية الفلبينية
- موقع وزارة الخارجية الفيجية